# Carroça

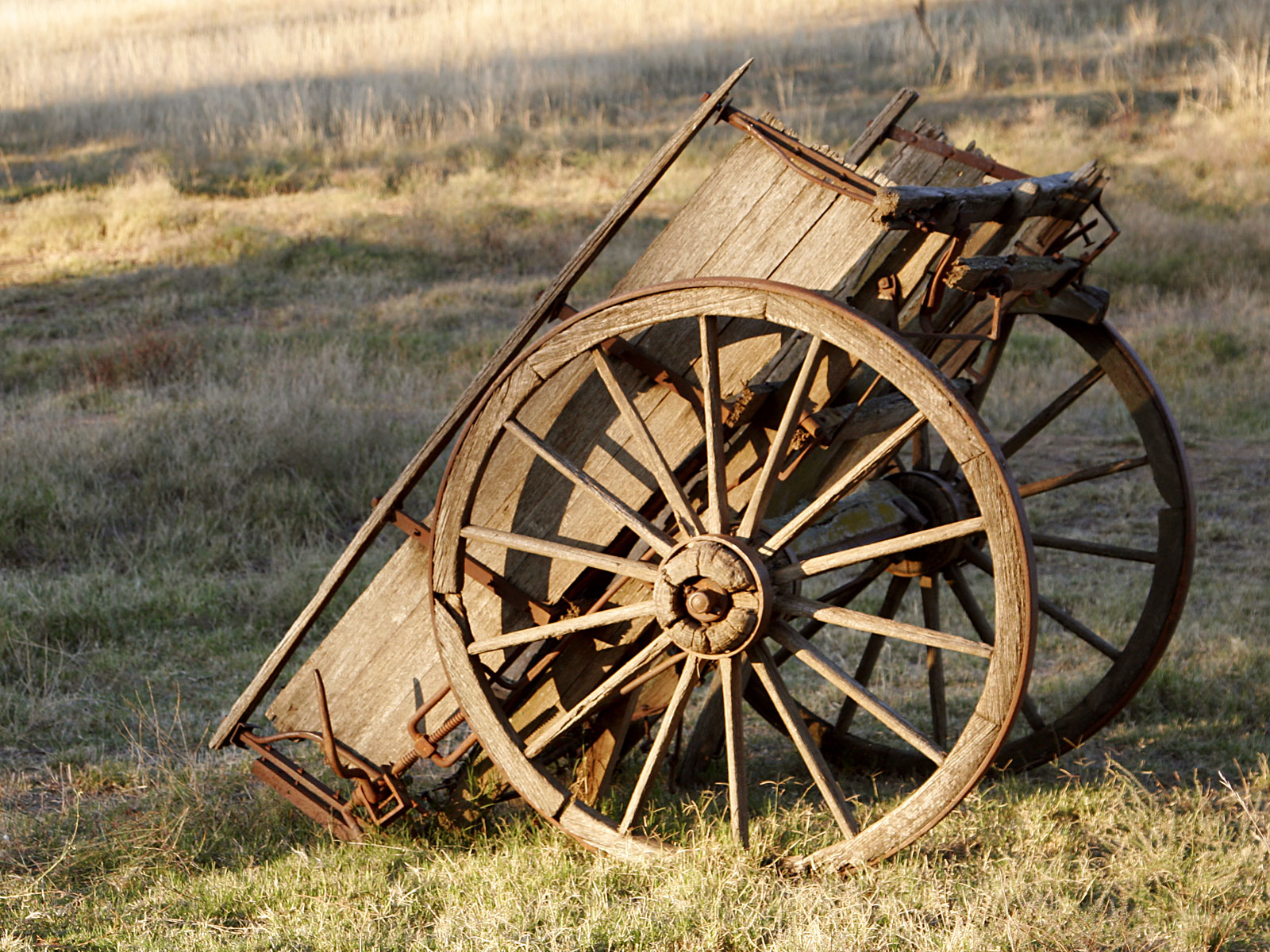
Uma carroça australiana.

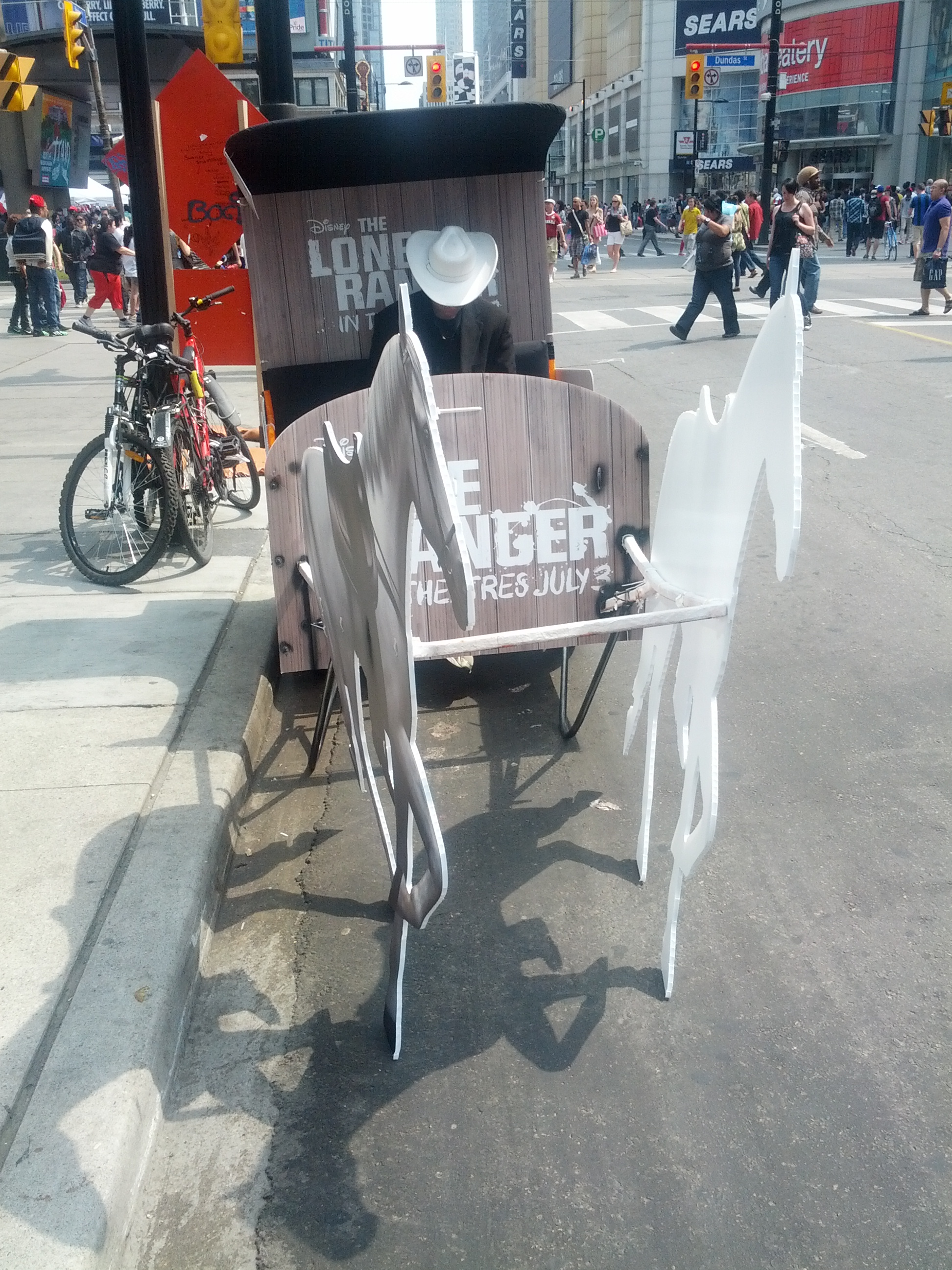
Carroça de tração humana na Dundas Square.

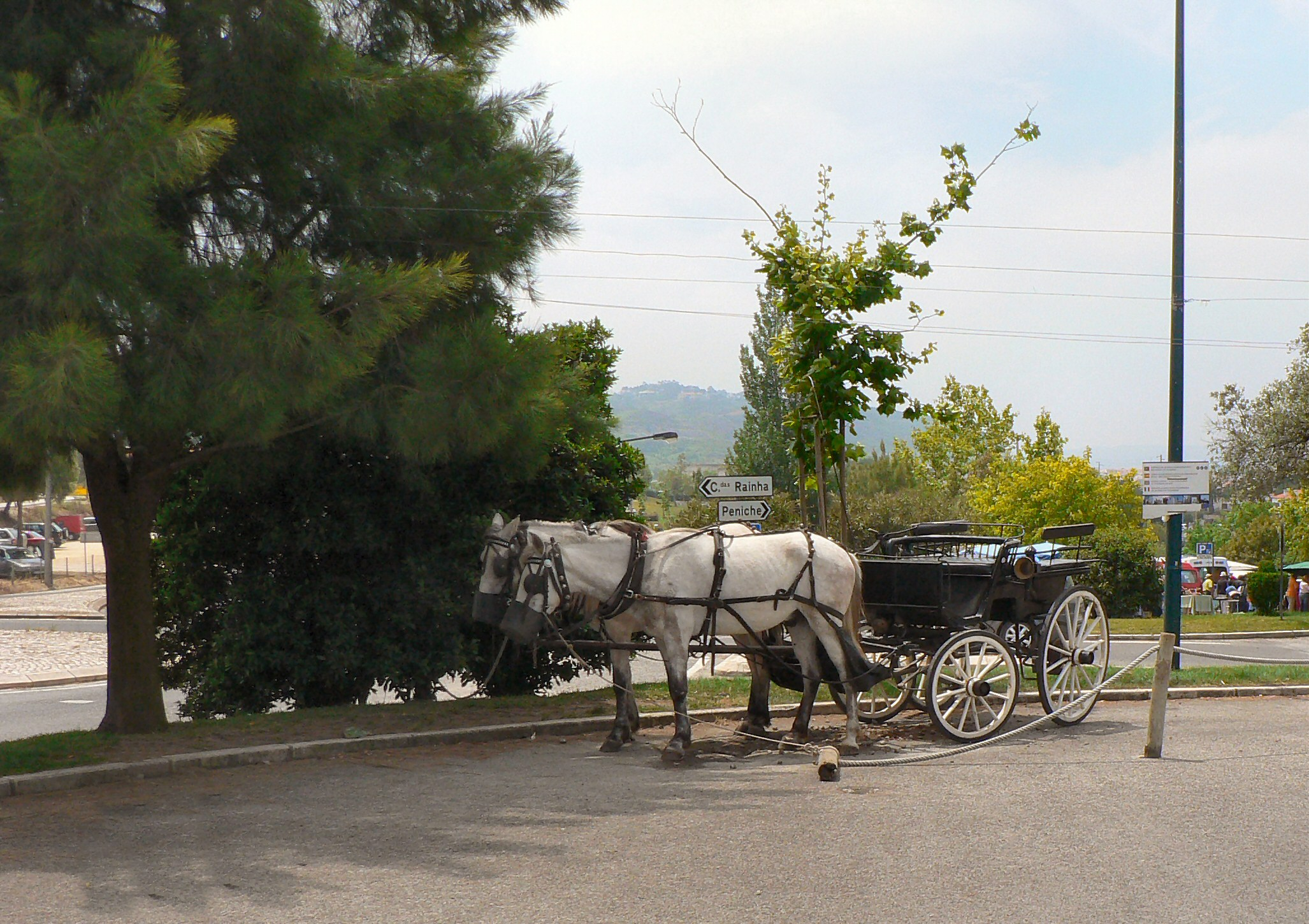
Charrete turística em Óbidos.

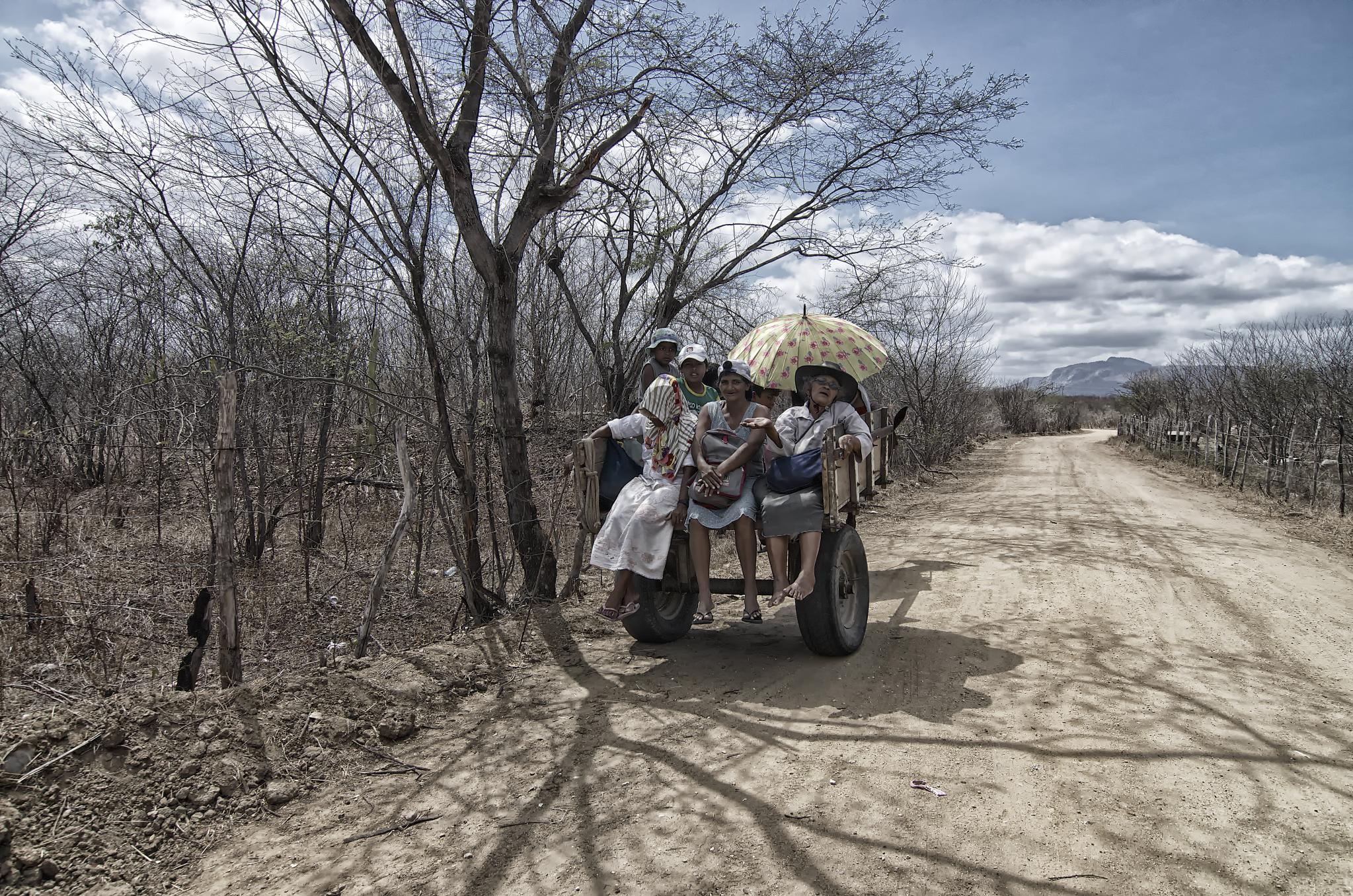
Carroça usada como meio de transporte

Carroça é um meio de transporte que antecede o advento dos veículos a vapor. Movida por tração humana[carece de fontes?] ou animal, a carroça era o meio de transporte mais utilizado para os deslocamentos de carga de um lugar a outro. Hoje em dia, é pouco comum o uso de carroças no trânsito de grandes centros urbanos, sendo até chamadas de "charretes". As carroças são utilizadas mais frequentemente no meio rural.
No meio rural, os principais animais usados como tração são cavalos, burros, bois e jegues.
Podem-se encontrar carroças com tração humana nos grandes centros, utilizadas para o transporte de material reciclável, ou para venda. Algumas cidades brasileiras, como Santos, possuem normas para este tipo de transporte. No sul de Moçambique, estas carroças são os "tchova" (que significa empurrar em xiChangana).
Também se encontra o modelo de carroças com tração animal na região de Irati no Paraná; este modelo é o modelo eslavo, que é o mais utilizado para garantir a produção dos colonizadores eslavos (poloneses, ucranianos).
Hoje em dia, as carroças para transporte de pessoas, vulgarmente chamadas charretes, são utilizadas para a realização de passeios, designadamente em zonas turísticas.
Ultimamente, em muitas cidades brasileiras, tem aumentado o número desse veículo para transporte de carga e remoção de entulho (inclusive em São Paulo), principalmente em algumas cidades do interior (veja o caso de São José do Rio Preto); sendo que em algumas tem sido usado até para transporte de pessoas.
Em muitas cidades do interior de São Paulo ainda há "pontos de carroça" (aluguel de carroça) para esse tipo de serviço devidamente registrados nas prefeituras locais. Os chamados "carroceiros" estão em cidades como São José do Rio Preto, Araraquara, São Carlos, Piracicaba, Limeira, Jaú, Bauru, Paraty, Santos entre outras, possuem esse serviço regulamentado, inclusive com os devidos cuidados aos animais usados no serviço.